# Brixham
Brixham est un port côtier et une paroisse civile du Devon, sur la côte sud de l'Angleterre. Au moment du recensement de 2001, sa population était de 17 457 habitants.
En 1968 Brixham a fusionné avec Torquay (au nord de la baie) et Paignton (au centre) pour former le 
quartier administratif de Torquay.

## Histoire
C'est à Brixham que Guillaume III d'Orange-Nassau a débarqué en Angleterre le 5 novembre 1688, dans le cadre de la Glorieuse Révolution.

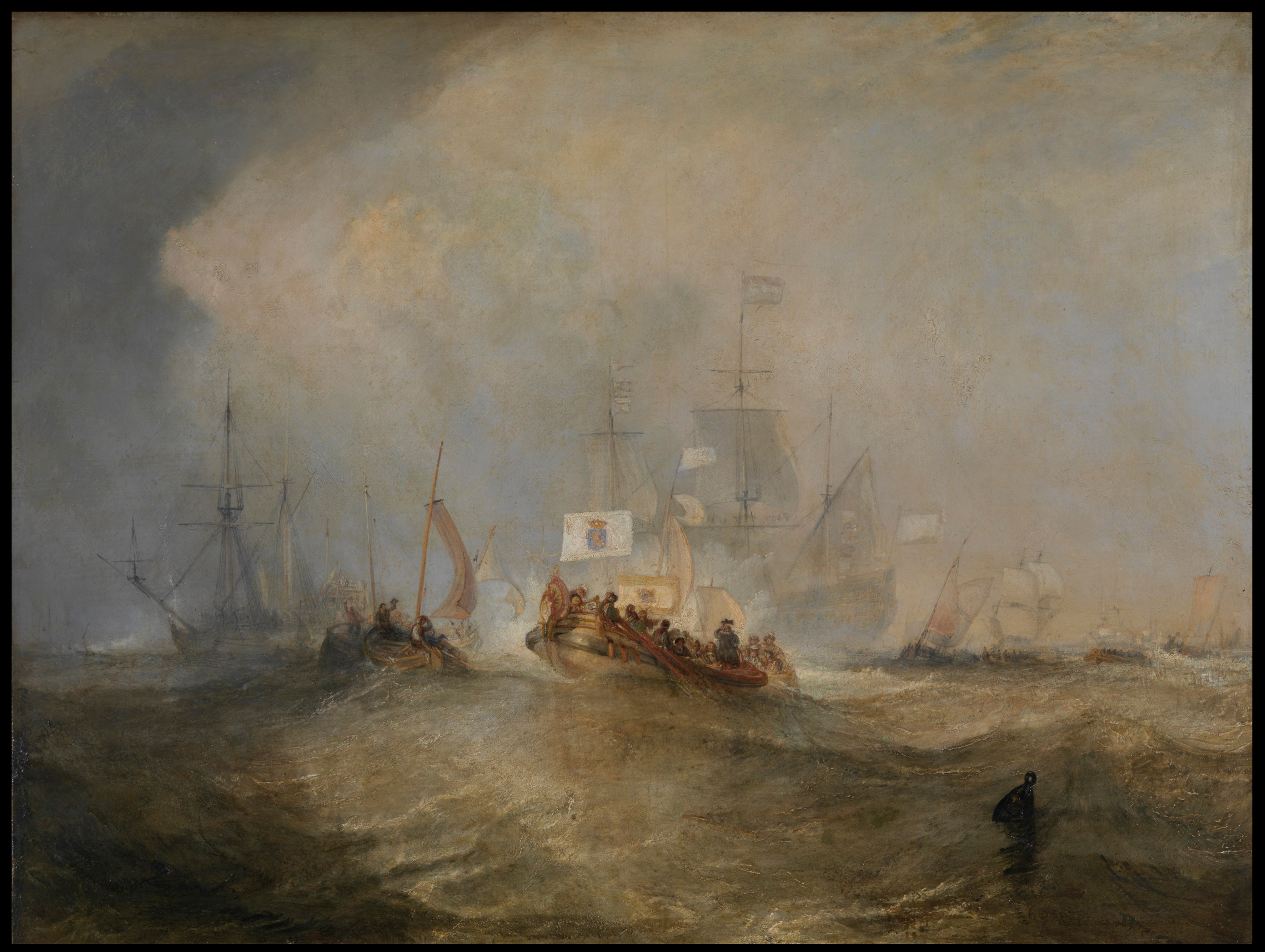
Le Prince d'Orange, Guillaume III
débarqué à Torbay
William Turner, 1832
Tate Britain, Londres

Cet évènement est relaté par William Turner dans un tableau exposé à la Royal Academy en 1832 et intitulé Le Prince d'Orange, Guillaume III, embarqué de Hollande et débarqué à Torbay, le 4 novembre 1688, après un passage orageux. C'était le début de la Glorieuse Révolution qui allait conduire à l'éviction de Jacques II du trône d'Angleterre.

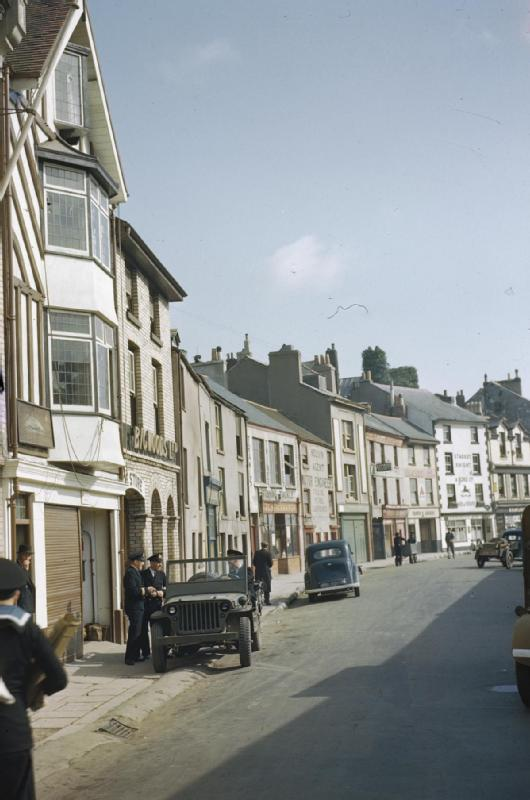
Une rue de Brixham en 1944.